# Travelers Rest
Travelers Rest es una ciudad situada en el estado de Carolina del Sur, en los Estados Unidos.En el Condado de Greenville. La ciudad en el año 2000 tiene una población de 4.099 habitantes en una superficie de 11.4 km², con una densidad poblacional de 359.4 personas por km². 

## Geografía
Travelers Rest se encuentra ubicada en las coordenadas 34°58′12″N 82°26′16″O / 34.97000, -82.43778. Según la Oficina del Censo, la ciudad tiene un área total de 11,4 km² (4,4 mi²), de la cual 11,4 km² (4,4 mi²) es tierra y 0 km² (0 mi²) (0.0%) es agua.

## Demografía
En el 2000 la renta per cápita promedia del hogar era de $34.917, y el ingreso promedio para una familia era de $38.229. El ingreso per cápita para la localidad era de $15.704. En 2000 los hombres tenían un ingreso per cápita de $30.377 contra $22.634 para las mujeres. Alrededor del 15.80% de la población estaba bajo el umbral de pobreza nacional. 

### Localidades adyacentes
El siguiente diagrama muestra a las localidades en un radio de 16 kilómetros (9,9 mi) de Travelers Rest.